# Neonteikhos
Neonteikhos (en llatí Neonteichos, en grec antic Νέον τεῖχος) era una ciutat d'Eòlida propera a la costa entre Cime i Larissa, a la vora del riu Hermos (Hermus). La tradició deia que va ser fundada com a lloc provisional en arribar a la zona però finalment alguns s'hi van quedar. D'acord amb les últimes excavacions realitzades, es creu que s'han trobat restes d'aquesta ciutat en una muntanya de la costa eòlica anomenada Yanıkköy.